# Bourgognestraat
De Bourgognestraat (Maastrichts: De Bourgoonje) is een straat in het stadsdeel Wyck, in het centrum van de Nederlandse stad Maastricht. De straat werd grotendeels aan het einde van de negentiende eeuw aangelegd als onderdeel van de Stationsbuurt, gelegen nabij het Station Maastricht. Een deel van de straat heeft een oudere oorsprong. De Bourgognestraat is een rustige woonstraat met een gevarieerde bebouwing. De straat telt twee rijksmonumenten en 27 gemeentelijke monumenten.

## Naamgeving
De straat heet sinds 1892 officieel Bourgognestraat, maar de naam is beslist ouder, omdat deze op plattegronden uit de eerste helft van de negentiende eeuw al voorkomt. De straat is genoemd naar het kruithuis "Bourgogne", dat halverwege de straat aan de zuidzijde lag. Mogelijk waren in de zeventiende eeuw Bourgondische troepen in de Wycker kazernes gelegerd. Naast het relatief recente Bourgogneplein (1986) zijn in Wyck nog drie straten naar kazernes genoemd: de Hoge en Lage Barakken en de Ruiterij. De Wilhelminasingel, de Sint Maartenslaan, de Spoorweglaan, de Alexander Battalaan en de Akerstraat kregen hun officiële namen gelijk met de Bourgognestraat.

## Ligging
De straat ligt op de rechter Maasoever in Wyck aan de oostzijde van het Maastrichtse centrum. De straat loopt min of meer van west naar oost, tussen de Wycker Grachtstraat en het Stationsplein / Spoorweglaan. Er zijn vier zijstraten, van west naar oost: het Bourgogneplein (alleen aan de zuidzijde en alleen voor voetgangers toegankelijk), de Lage Barakken, de Wilhelminasingel en de Alexander Battalaan. De circa 380 meter lange Bourgognestraat wordt door de Wilhelminasingel in twee min of meer gelijke helften gedeeld. De straat is over de gehele lengte circa tien meter breed.

## Verkeer en inrichting
In de Bourgognestraat is alleen in het deel ten westen van de Lage Barakken verkeer in beide richtingen toegestaan. In de andere delen geldt eenrichtingsverkeer, van west naar oost. Die regel geldt ook voor fietsers. De Wilhelminasingel deelt de straat verkeerstechnisch letterlijk in tweeën: alleen voetgangers mogen hier oversteken; andere weggebruikers moeten bij nadering van het kruispunt uit het westen op de ventweg rechts afslaan. Vanaf de middenstrook van de Wilhelminasingel is de Bourgognestraat in het geheel niet te bereiken. De straat is om die reden geen doorgaande verkeersweg. Er rijden geen lijnbussen door de straat. Parkeren is uitsluitend toegestaan op de aangegeven parkeervakken, tegen betaling (via parkeerautomaten).
De straat is over de gehele lengte op dezelfde wijze ingericht met een niet-gescheiden rijbaan (zonder fietsstroken) en aan beide zijden voetpaden. Aan de zuidzijde van de rijweg is een parkeerstrook gemarkeerd (voor langsparkeren). De rijweg en de parkeerstrook zijn geasfalteerd; de voetpaden geplaveid met betonnen stoeptegels. In de straat staan geen bomen. Op enkele plekken zijn door bewoners geveltuinen aangelegd.

## Geschiedenis
De geschiedenis van het gebied rond de Bourgognestraat loopt tot eind negentiende eeuw voor een deel parallel met die van de vesting Maastricht. Na de sloop van de vestingwerken werd de bestaande achterafgelegen steeg verbreed en naar het zuiden toe verlengd, en daarna ingericht als woonstraat met ruimte voor bedrijfsactiviteiten.

### Achterafsteeg en Wycker vestinggordel
De op de rechter Maasoever gelegen voorstad Wyck was altijd veel kleiner dan het stadsdeel op de linker Maasoever. In feite bestond Wyck uit twee hoofdstraten, de Rechtstraat en de Hoogbrugstraat, met een paar steegjes naar de Maasoever, waaronder de Wycker Brugstraat. Later kwam daar de Wycker Grachtstraat bij, maar die straat is in de middeleeuwen nooit volledig tot ontwikkeling gekomen. Hier lag vanaf de zeventiende eeuw het Annunciatenklooster en verder enkele kazernes ('barakken') en tuinen. Plattegronden van Wyck uit de zestiende en zeventiende eeuw zijn over het algemeen te onnauwkeurig om andere straten dan de hoofdstraten te identificeren. Op achttiende-eeuwse kaarten is een voorloper van de Bourgognestraat duidelijk te herkennen. Iets ten zuiden van het klooster liep vanaf de Wycker Grachtstraat een straatje tussen de ommuurde tuinen naar de barakken langs de stadswal. Deze steeg groeide pas eind negentiende eeuw uit tot een volwaardige straat. 

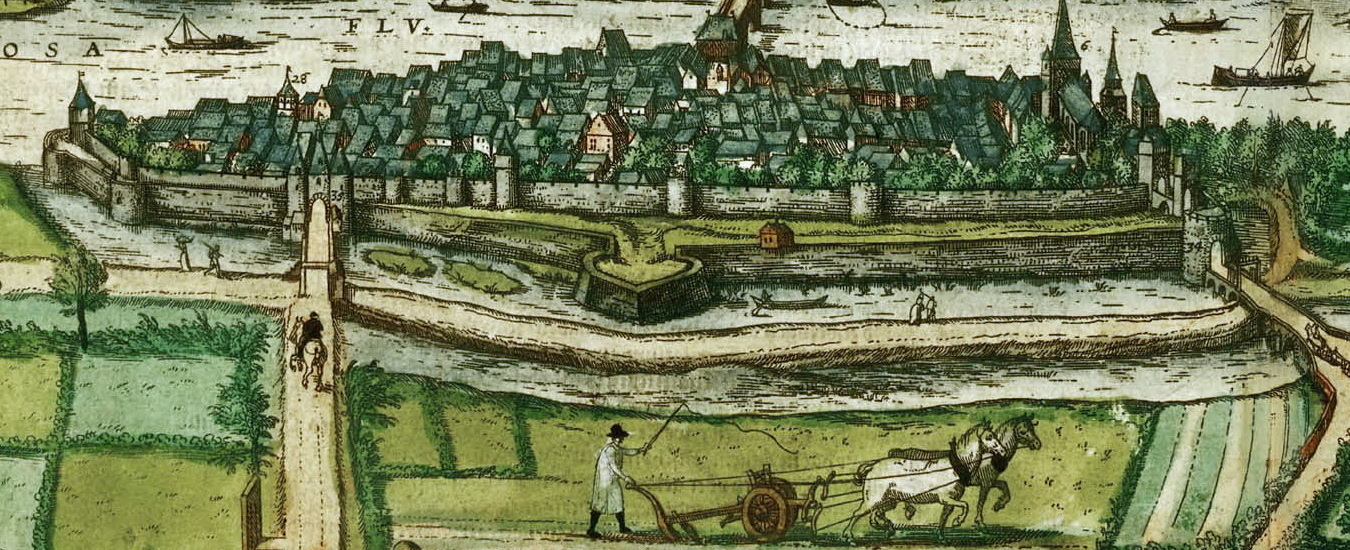
Wyck in de atlas Civitates orbis terrarum, ca. 1575. Links de Duitse Poort, rechts de Sint-Maartenspoort, in het midden het Mariabolwerk. De ploegende boer bevindt zich ongeveer op de kruising van de Bourgognestraat en de Alexander Battalaan

De middeleeuwse stadsmuur van Wyck had een lengte van ca. 1500 m. Aan de veldzijde lag een gracht die omstreeks 1400 werd voltooid. Tussen 1477 en 1485 werd de verdediging van Wyck verbeterd door de aanleg van een nieuwe wal, die min of meer parallel liep aan de bestaande muur. De smalle strook tussen de oude muur en de nieuwe wal bleef onbebouwd. De nieuwe 'enceinte' bestond vanaf dat moment uit een dubbele wal met een gracht, die min of meer het tracé van de huidige Wilhelminasingel volgde. Vanaf de 16e eeuw, toen de vuurkracht van kanonnen sterk toenam, was het zaak om de belegeraars zover mogelijk van de stadsmuur vandaan te houden. Enkele Wycker muurtorens werden uitgebouwd tot bolwerken. In 1554 werd begonnen met de bouw van het Mariabolwerk, later Galgenbastion genoemd, duidelijk te zien op het panorama van Maastricht in de atlas Civitates orbis terrarum van Braun & Hogenberg. Het bolwerk lag ter plekke van het kruispunt van de Bourgognestraat en de Wilhelminasingel.
In de zeventiende eeuw werd een begin gemaakt met de bouw van buitenwerken, waardoor Wyck in de eeuwen daarna steeds meer ingekapseld raakte. Toch hadden de vestingwerken hier niet dezelfde omvang als op de linker Maasoever, zoals in de Hoge Fronten, omdat het drassige gebied in het winterbed van de Maas voor belegeraars sowieso minder aantrekkelijk was. Vóór 1632 werden buiten de Wycker stadspoorten ravelijnen aangelegd. Het ravelijn De Raaf bij de Duitse Poort bleef twee en een halve eeuw in functie. Na de inname van Maastricht door Frederik Hendrik werden de Wycker buitenwerken aanzienlijk uitgebreid. Aan de veldzijde van het Galgenbastion werd de lunet Valkenburg aangelegd. In de achttiende eeuw werd de gordel van vestingwerken verder uitgebreid, maar voor het gebied rondom de latere Bourgognestraat had dat weinig consequenties. Op de door de Fransen omstreeks 1750 gebouwde Maquette van Maastricht – en de tussen 1974 en 1977 vervaardigde kopie in het Centre Céramique – zijn deze werken duidelijk te herkennen. Van de genoemde vestingwerken lagen een deel van de stadswal, het Galgenbastion en de lunet Valkenburg geheel of gedeeltelijk op percelen aan de Bourgognestraat.
Na de inname van de stad door Kléber in 1794 was Maastricht twintig jaar lang een Franse stad. De anti-klerikale politiek van de Fransen betekende het einde van alle kloosters. Ook het Annunciatenklooster werd opgeheven en de goederen verkocht. Op de kadasterkaart van 1842 is de Bourgognestraat getekend als een smalle steeg, vergelijkbaar met het Kattenstraatje, en nog goeddeels onbebouwd. Te zien is dat de voormalige kloosterterreinen aan de noordzijde van het straatje in handen waren van de rentenier Hubert de la Haye uit de Rechtstraat.  Bebouwing was aanwezig aan de zijde van de Wycker Grachtstraat: op de noordwestelijke hoek een pand van De la Haye; op de zuidwesthoek het huis en tuin van de gepensioneerde kapitein Jan Laurent Vaillant. Halverwege de steeg lag aan de zuidzijde het kruithuis Bourgogne, dat beheerd werd door de ondernemer Nicolaas August Bosch. Mogelijk gebruikte Bosch het kruitmagazijn voor industriële activiteiten. Het perceel grenzend aan het zuidoostelijk deel van de steeg was in handen van Gillis van Lijf, een landbouwer die een stuk verderop aan de Lage Barakken woonde. Van Lijf bezat ook een perceel aan de oostzijde van de Lage Barakken, dus blijkbaar had dit gebied niet langer (uitsluitend) een militaire bestemming.
Na de scheiding van Nederland en België in 1839 verloor de perifeer gelegen vesting Maastricht haar belang voor de landsverdediging en werd er nauwelijks nog onderhoud gepleegd. In 1867 werd de vestingstatus van Maastricht opgeheven en begon de slechting van de vestingwerken. Tussen 1868 en 1870 vond een ongekende transformatie van het buitengebied rond Wyck plaats toen, na de sloop van de middeleeuwse stadsmuur en -poorten, alle buitenwerken met de grond gelijk gemaakt werden. Dat gebeurde letterlijk want de vrijgekomen grond van de wallen en vestingwerken werd gebruikt om de grachten op te vullen. Bovendien was het noodzakelijk om de laaggelegen vestingterreinen op te hogen, voordat men aan woningbouw kon denken. Een deel van de aarde die nodig was voor de egaliserings- en ophogingswerkzaamheden was afkomstig van het Sint-Antoniuseiland, dat tussen 1884 en 1895 werd afgegraven. Als gevolg van deze ophogingen – en omdat uit kostenbesparing meestal oppervlakkig werd gesloopt – zijn in veel gevallen delen van de vestingwerken in de ondergrond bewaard gebleven. Het ontmantelde Wyck bood vanaf de stations jarenlang een chaotische aanblik, zoals te zien is op enkele foto's die de fotograaf Theodor Weijnen (1835-1904) omstreeks 1882 van het gebied maakte.

### Verkaveling en bebouwing
Al in 1867 werden de eerste plannen gepresenteerd voor de uitleg van de ontmantelde stad. Deze gingen uit van een singel- of  boulevardstructuur rondom de bestaande stad, industrieterreinen in het noordwesten en zuidoosten, en woonwijken voor de 'betere' klassen in het zuidwesten (Villapark) en ten oosten van Wyck. Het bouwen van arbeiderswoningen werd in de periode vóór de Woningwet (1901) nog gezien als een taak van fabrieksdirecties. Van meet af aan stond vast dat tussen Oud-Wyck en het stationsgebied (toen nog met meerdere stations) een woonwijk voor de middenklasse zou komen. Op het eerste schetsplan uit 1867 staat de Stationsbuurt al ingetekend. Hier waren ruime herenhuizen aan brede lanen gepland, bedoeld voor middenstanders, leraren, ambtenaren en het hogere kader van fabrieken en instellingen. 
Hoewel de sloop van de vestingwerken voortvarend ter hand genomen was, verliep de bouw van de geplande woonwijken traag. Door vertraging van de zijde van het Domeinbestuur, dat de vestinggronden in bezit had, werden de gronden pas in 1881 aan de gemeente overgedragen. In de plannen van stadsarchitect W.J. Brender à Brandis uit de jaren 1880 is te zien dat de hoofdstructuur van de wijk zou worden gevormd door twee assen: de "Percée" (de Wycker Brugstraat met in het verlengde daarvan de Stationsstraat) en de "Singelweg" (de Wilhelminasingel). Parallel aan de Percée waren de Sint Maartenslaan, de Bourgognestraat en de Akerstraat gepland. De te verlengen Bourgognestraat viel met een geplande breedte van 'slechts' 10 meter daarbij enigszins uit de toon. Ter vergelijking: de Wilhelminasingel kreeg een straatprofiel dat 35 meter breed was; de Alexander Battalaan 20 meter. Ook de Sint Maartenslaan, de Stationsstraat en de Akerstraat – evenals de Bourgognestraat bestaande straten die in de negentiende eeuw verlengd werden – verbreden zich na het verlaten van de binnenstad tot respectievelijk 20, 27 en 27 meter.
Begin 1885 was in het zuidelijk deel van de Stationsbuurt de aanleg van riolering en gasleidingen, de bestrating met grind en de beplanting met bomen voltooid. In hetzelfde jaar werd begonnen met de verkoop van kavels in dit deel, waartoe het noordelijk deel van de Bourgognestraat behoorde (zie kaart hiernaast). Bij de verkoop golden de verkoopvoorwaarden dat men binnen twee jaar moest beginnen met de bouw, dat elk huis minimaal twee verdiepingen moest hebben en dat, indien het een hoekpand betrof, de hoeken afgeschuind dienden te worden. In 1885 werden de eerste panden aan de Percée opgeleverd; het oudste pand aan de Bourgognestraat, een villa op de hoek van de Spoorweglaan, in 1890. Van de oorspronkelijke bebouwing, de huizen op de hoek van de Wycker Grachtstraat en het kruithuis ter plekke van een binnentuin aan het Bourgogneplein, is niets meer over. Van de boerderij van Van Lijf resteert een jaarsteen met het jaartal 1737 aan het pand Lage Barakken 22.

### Latere ontwikkelingen
Hoewel zich in de Bourgognestraat ook enkele bedrijven vestigden, bleef dit toch voornamelijk een woonstraat. Op enkele straathoeken waren winkels gevestigd, zoals de winkel van de coöperatie "De Ster" op de hoek van de Alexander Battalaan, en het "Kogellagerhuis" op de hoek van de Wycker Grachtstraat. Vlakbij laatstgenoemde zaak lag omstreeks 1930 een garage (carrosseriebedrijf "De Maas") met benzinepomp, en daarnaast een drukkerij. Aan de overkant van de straat (het huidige Bourgogneplein) lag achter een hoge bakstenen muur een huurkazerne, zoals er in Maastricht rond 1900 vele waren. In de winter van 1926 stonden grote delen van Wyck, en dus ook de Bourgognestraat, onder water. Het was een van de laatste grootste overstromingen van de Maas in dit gebied.
Tijdens de Tweede Wereldoorlog werden zeker twee bewoners van de straat opgepakt en in vernietigingskampen vermoord. De in Maastricht geboren en getogen handelsagent Henri Salomon Schepp (1864-1944) en zijn dochter Esther Horn-Schepp (1896-1944) waren in 1942 of 1943 ondergedoken. Schepp's bejaarde echtgenote overleed in 1943 in Maastricht; zijn schoonzoon Herman Horn was net een jaar voor de oorlog overleden. Op 16 november 1943 werden vader en dochter gearresteerd, twee maanden later werd ze op transport gesteld naar Auschwitz, waar ze direct na aankomst om het leven werden gebracht. Vele jaren later zijn bij hun woning op nummer 70 twee struikelsteentjes geplaatst. Een ander joods gezin woonde in het statige pand Wilhelminasingel 92, op de hoek van de Bourgognestraat, dat in 1891 in opdracht van de veehandelaar Abraham Markens (1840-1932) was gebouwd. Achter dit huis, op de hoek van de Lage Barakken, ligt nog steeds een groot stallencomplex, dat in 2014 tot studentenstudio's is verbouwd. Abrahams zonen André (1875-?) en Isidore Markens (1877-1941) zetten het bedrijf van hun vader voort. André woonde eind jaren 1930 in het pand op de hoek van de Wilhelminasingel. Hij was mogelijk ongehuwd en kinderloos; over zijn lot in de oorlog is niets bekend. Isidore woonde verderop aan de Wilhelminasingel, later in de Wycker Brugstraat. Hij overleed in 1941 in Maastricht. Zijn enige zoon, de chemicus Silo Abraham Markens (1905-1970), vestigde in 1936 een eigen researchlaboratorium en opleidingscentrum in de voormalige veestallen op de hoek van de Lage Barakken. Vanaf 1942, mogelijk al eerder, was hij in Luik ondergedoken met vrouw en kind. Hij overleefde de oorlog, maar bij terugkomst in Maastricht bleek er van zijn bedrijf en andere bezittingen weinig over te zijn.
In 1963 werd de straat heringericht. Op de noordoosthoek van de Alexander Battalaan opende in 1974 de eerste abortuskliniek in Maastricht. Het leidde tot felle protesten van conservatieve katholieken, onder anderen van de Roermondse bisschop Joannes Gijsen (1932-2013) en de Maastrichtse deken L. Pelzer (1917-2003). Twee jaar later verhuisde de kliniek, die de naam "Bourgognekliniek" behield, naar de Meerssenerweg in Nazareth; in 1991 naar de Parallelweg. Aan de overkant van de straat was jarenlang een Grieks restaurant gevestigd. De friture Lennertz, enkele panden verderop, nabij de hoek met de Spoorweglaan, genoot in de jaren 1970 en '80 een zekere faam bij reizigers die net hun trein of bus hadden gemist.
In 1982 ging de stadsvernieuwing van start op het terrein tussen de Bourgognestraat, de Wycker Grachtstraat, de Hoogbrugstraat en de Lage Barakken, destijds "Stadsvernieuwingsplan Wyck C-2" genoemd. Na de sloop van een aantal panden aan de Bourgognestraat, de Wycker Grachtstraat en op de binnenterreinen werden hier 200 zogenaamde woningwetwoningen gebouwd boven een parkeergarage voor 226 auto's. Door de half verdiept aangelegde parkeergarage ligt de openbare ruimte verhoogd ten opzichte van de omgeving. Het centrale plein en de toegangsstraten zijn autovrij ingericht. Het gehele project kreeg in 1986 de naam Bourgogneplein, hoewel minder dan de helft van de woningen aan het plein gelegen zijn.
Voor het zogenaamde 'Palace-terrein', dat een groot deel van het bouwblok tussen de Wycker Brugstraat, Lage Barakken, Bourgognestraat en Wycker Grachtstraat beslaat, worden al sinds 1995 plannen gemaakt. In 2008 werd bekend dat een projectontwikkelaar belangstelling had om hier een hotel met 97 kamers, luxe appartementen, enkele stadsvilla's en een parkeergarage voor 170 auto's te bouwen, naar een ontwerp van Wiel Arets. Voor de realisering van het project zou een achttal panden aan de Bourgognestraat moeten verdwijnen. Eén eigenaar weigerde te verkopen. Anno 2020 is het project nog steeds niet gerealiseerd, hoewel in 2019 een ge-update versie van de plannen met een hotel van 137 kamers werd gepresenteerd.

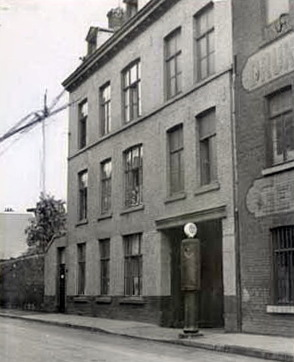
Garage en drukkerij, 1930
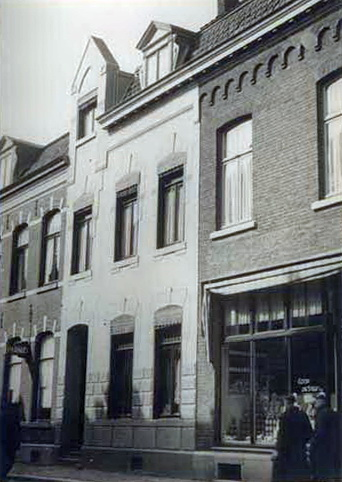
"De Ster" en nrs. 12-14, 1950
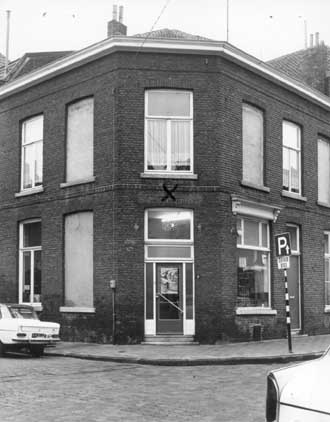
Nr. 72: "Kogellagerhuis", 1973
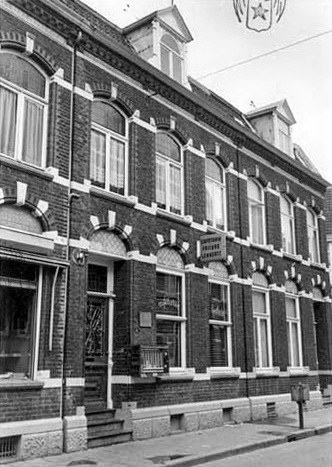
Nr. 6: friture Lennertz, 1979

## Architectuur
De bebouwing aan de Bourgognestraat varieert van geschakelde villa's en herenhuizen uit het fin-de-siècle tot eenvormige appartementenblokken uit de tijd van de stadsvernieuwing in de jaren 1980. De meeste huizen dateren uit het begin van de twintigste eeuw en zijn gebouwd in traditioneel-eclectische stijlen, beantwoordend aan de smaak van de Maastrichtse middenklasse uit die tijd. Enkele tientallen zijn gemeentelijke monumenten. Bijna alle panden zijn opgetrokken in rode, bruine of gele baksteen, vaak met horizontale banden en lijsten van natuursteen, kunststeen of stucwerk, soms ook met verticale pilasters of lisenen, vaak met rond- of segmentbogige versieringen boven de vensters. Enkele huizen hebben balkons met gebeeldhouwde consoles en smeedijzeren balkonhekjes.
In het overzicht hieronder is de straat opgedeeld in drie segmenten, waarbij de Wilhelminasingel en de Alexander Battalaan als scheidslijnen dienen. Het westelijk deel is weliswaar groter, maar telt door de aanwezigheid van relatief veel nieuwbouw ongeveer evenveel monumentale panden als de andere delen.

### Tussen Wycker Grachtstraat en Wilhelminasingel
Niet in de Bourgognestraat gelegen, maar wel dominant aanwezig door zijn ligging in de as van de straat is het mouthuis van Stoombierbrouwerij De Keyzer, eind negentiende eeuw de grootste brouwerij van Maastricht. De mouterij in de Wycker Grachtstraat (nr. 26) telt telt vijf bouwlagen en wordt gedekt door een wolfsdak met een wolfeinde. De donkere baksteengevel wordt verlevendigd door gemetselde lisenen, een trapsgewijs uitgemetselde fries, paarsgewijs geplaatste rondboogvensters, enkele oculusvensters en een grote rondboogpoort op de begane grond.
Het eclectische hoekhuis Bourgognestraat (nr. 72) / Wycker Grachtstraat is omstreeks 1900 gebouwd als winkelwoonhuis. Het pand bestaat uit twee bouwlagen onder een mansardedak en heeft een afgeschuinde hoek die eindigt in een Vlaamse gevel met voluten en een halfrond fronton. De rode baksteengevels hebben gestucte banden en siermetselwerk van gele baksteen. Alle deuren en vensters zijn rondbogig met in de boogvelden geometrische mozaïektegels.
Enkele huizen verderop ligt Bourgognestraat 56 t/m 60, drie geschakelde huizen uit 1895 in een eclectische stijl, die een architectonisch geheel vormen. De twee buitenste huizen hebben exact dezelfde gevelopbouw; het middelste huis is ten opzichte daarvan gespiegeld. Verder varieert de detaillering per pand op een subtiele manier. Het metselwerk wordt onderbroken door regelmatig geplaatste deuren en venster, die omgeven zijn door brede, gepleisterde lijsten met aan de bovenkant een architraaf en, op de begane grond, decoratief tegelwerk. De originele houten deuren bevinden zich in portalen met hardstenen trappen. Boven de deuropeningen en de erboven gelegen vensters en dakkapellen zijn frontons aangebracht, die per huis verschillen (driehoekig, samengesteld en halfrond). De plint bestaat uit grijs geschilderd pleisterwerk. Onder de daklijst bevindt zich een gestucte lijst met tegelwerk, vergelijkbaar met dat boven de vensters. De tuinmuur achter de panden Bourgognestraat 56 t/m 66 is de zeventiende-eeuwse kloostermuur van het Annunciatenklooster. De bakstenen muur is een niet-vastgesteld gemeentelijk monument. De overige bebouwing aan de even zijde, tot aan de hoek Lage Barakken, bestaat uit een mix van woningen en bedrijfspanden, die bij het doorgaan van de plannen voor het Palace-terrein alle gesloopt zullen worden.
|                           |  |  |
| Bourgognestraat 25a en 27 |  |  |

De oneven zijde van de straat, de zuidzijde, wordt voor een groot deel in beslag genomen door appartementengebouwen uit begin jaren 1980, die stedenbouwkundig bij het Bourgogneplein behoren. Nabij de hoek Lage Barakken ligt een rijtje oudere huizen, waaronder twee eclectische tussenwoningen uit 1893 (nrs. 25a-27). Beide panden bestaan uit twee bouwlagen onder een mansardedak met originele dakkapellen. De plint van het linkerpand bestaat uit grof gehakte brokken natuursteen in een gladde omlijsting, met daarboven wit geschilderd pleisterwerk in blokmotief. De plint van het rechterpand is smaller en bestaat slechts uit het geblokte pleisterwerk. Bij het linkerpand is hardsteen voornamelijk gebruikt voor de rijk geprofileerde deur- en vensteromlijstingen; bij het rechterpand is de hardsteen vooral toegepast bij de horizontale lijsten en banden (deels in blokmotief) en het balkon (eigenlijk een combinatie van loggia en erker) met gebeeldhouwde consoles en balustrade. Stucwerk is links toegepast bij de horizontale gevelbanden, rechts bij de daklijst.
Verderop, op de hoek van de Bourgognestraat en Wilhelminasingel, ligt het rijksmonument Wilhelminasingel 92, dat hierboven al werd besproken in verband met zijn vroegere bewoners, de familie Markens. Het twee verdiepingen tellende hoekhuis uit 1891 is gebouwd in eclectische stijl en heeft een onregelmatige, afgeschuinde plattegrond. De bakstenen gevel is in recente jaren zacht lila geschilderd; de hardstenen plinten en deur- en vensteromlijstingen zijn grijs geschilderd. Met name op de verdieping vertonen de sluitstenen boven de vensters decoratief beeldhouwwerk. Tussen de eerste en tweede verdieping bevindt zich een dubbele lijst waartussen tegels met rozet-achtige motieven zijn aangebracht. Achter het huis, op de hoek van de Lage Barakken, ligt de eveneens twee verdiepingen tellende veestal. De gevels zijn voorzien van kleine vensters en versierd met bakstenen pilasters en lijsten. De ornamentele, risalerende muurvlakken boven de plinten zetten zich voort in de erfscheidingsmuur, die de stallen verbindt met het woonhuis. Het stallencomplex is in 2014 verbouwd tot studentenhuisvesting, waarbij de tralies voor de vensters zijn verwijderd, de gevels bruin zijn geschilderd, maar verder weinig wijzigingen hebben ondergaan.
Op de tegenoverliggende hoek ligt Wilhelminasingel 88-90, een dubbel woonhuis uit 1899 in eclectische stijl met neorenaissance-elementen. De afgeschuinde hoek wordt bekroond door een krulvormige Vlaamse gevel met een rijke detaillering, waaronder gemetselde overhoekse pinakels, gemetselde pilasters en wit geschilderde sier- en kraagstenen van kunststeen. Rechts van de hoektravee bevindt zich de gevel aan de Wilhelminasingel met vijf traveeën. Aan de Bourgognestraat telt de gevel drie traveeën, waarvan de eerste twee aanzienlijk breder zijn en de meest linkse smaller en lager. De plint bestaat aan beide zijden uit pleisterwerk met een rustica blokmotief, waarin souterrainramen zijn aangebracht, en daarboven glad, wit geschilderd pleisterwerk. De gevel aan de Bourgognestraat bezit, naast gestucte horizontale lijsten, een sterke verticale geleding, onder andere door twee gemetselde risalieten in de smalle travee. De raampartijen in de bredere traveeën zijn drieledig en aan de bovenzijde versierd met drievoudige boogjes. Binnen de boogvlakken bevond zich oorspronkelijk figuratief sgraffito, waarvan slechts restanten zichtbaar zijn. De brede vensters op de eerste en tweede verdieping zijn omgeven zijn door een soort draperie van geprofileerd metselwerk en stucwerk met aan de bovenzijde tweevoudige bogen, die zich boven de drievoudige bogen verheffen. De middentravee is voorzien van een balkon met kunststenen consoles en een smeedijzeren balkonhekje. Ter linkerzijde van dit pand is omstreeks 2000 nieuwbouw verrezen, die alleen qua daklijn aansluit op het hoekhuis en daarnaast een terugwijkende extra verdieping heeft, die zich voortzet boven de smalle travee van het oudere pand.

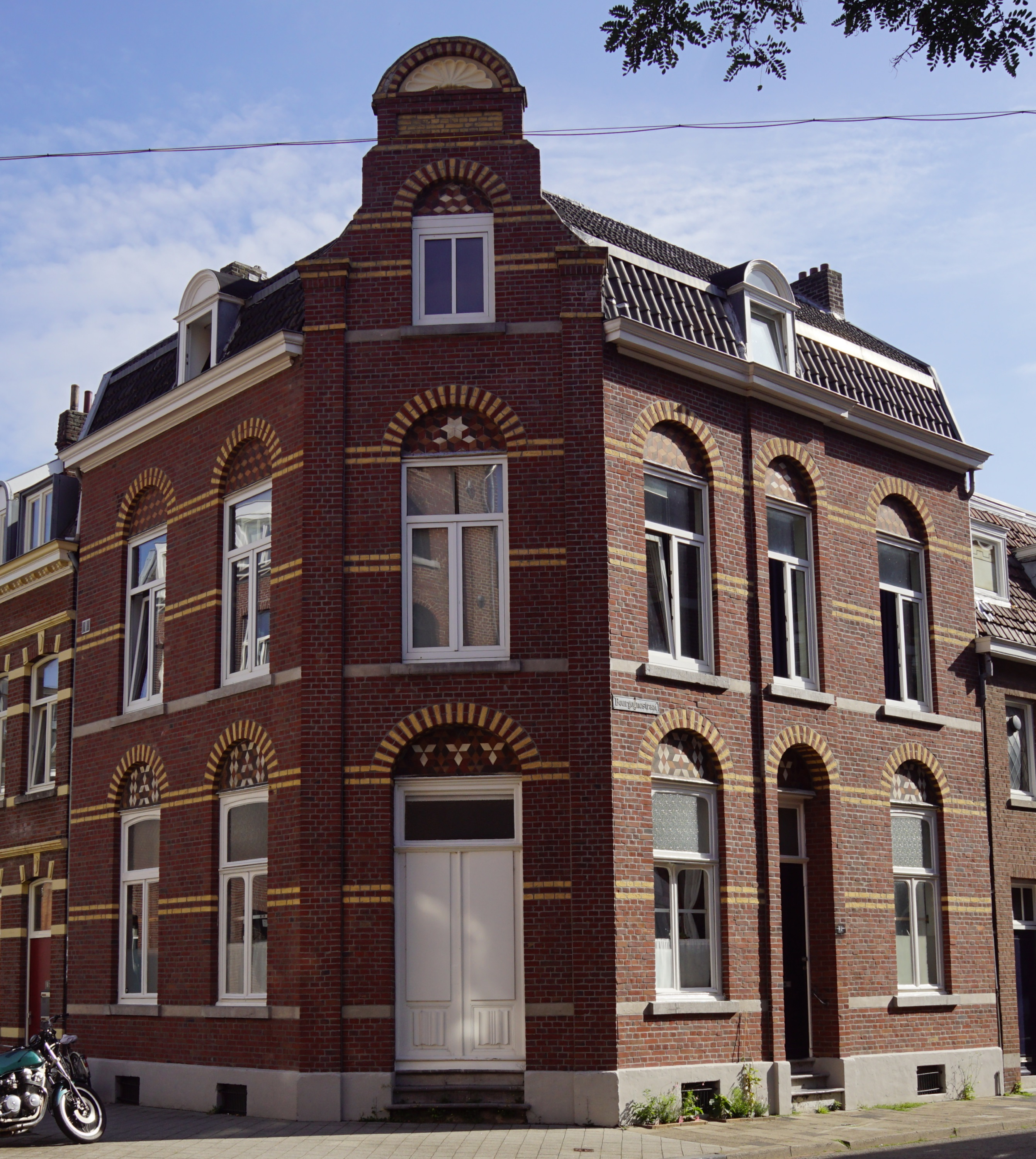
Hoekpand Wycker Grachtstraat
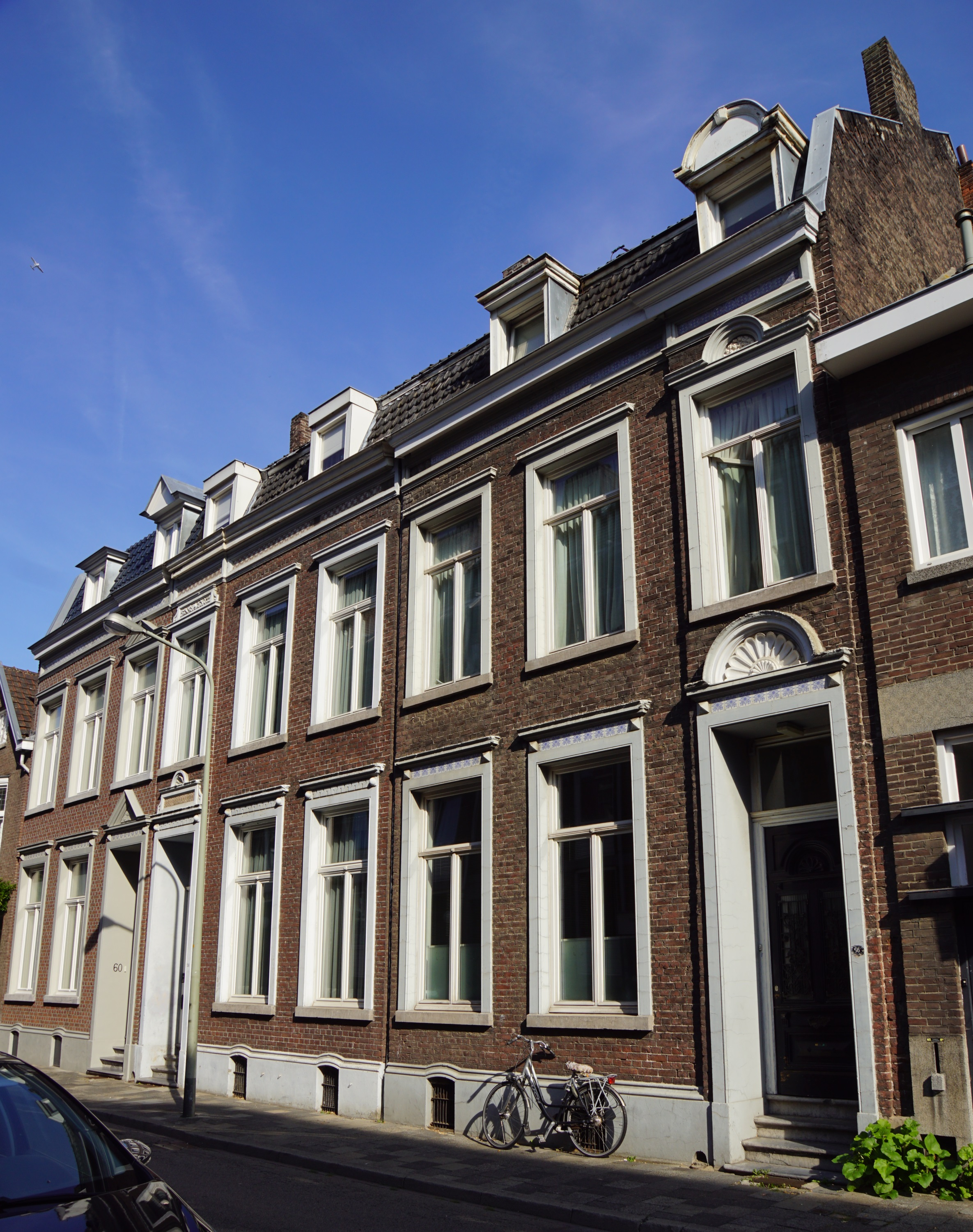
Bourgognestraat 56 t/m 60
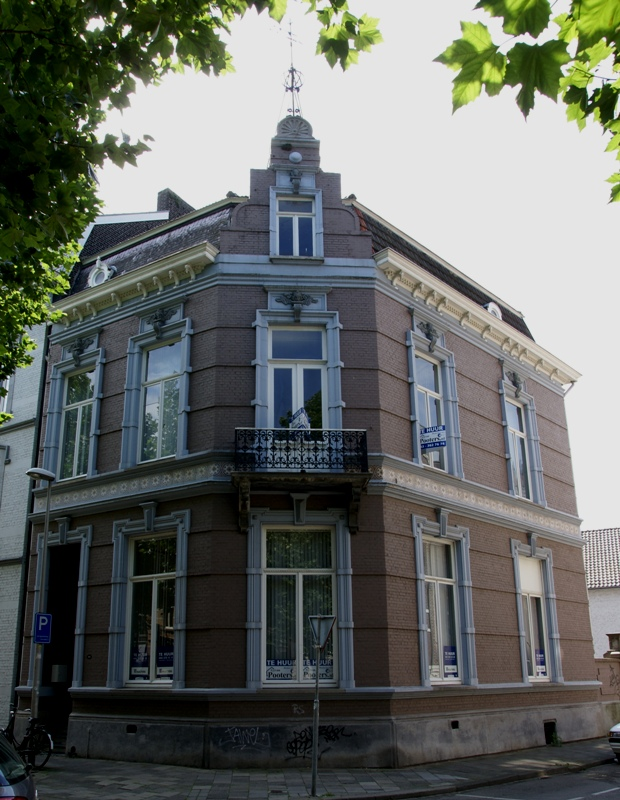
Hoek Bourgognestraat / Wilhelminasingel 92
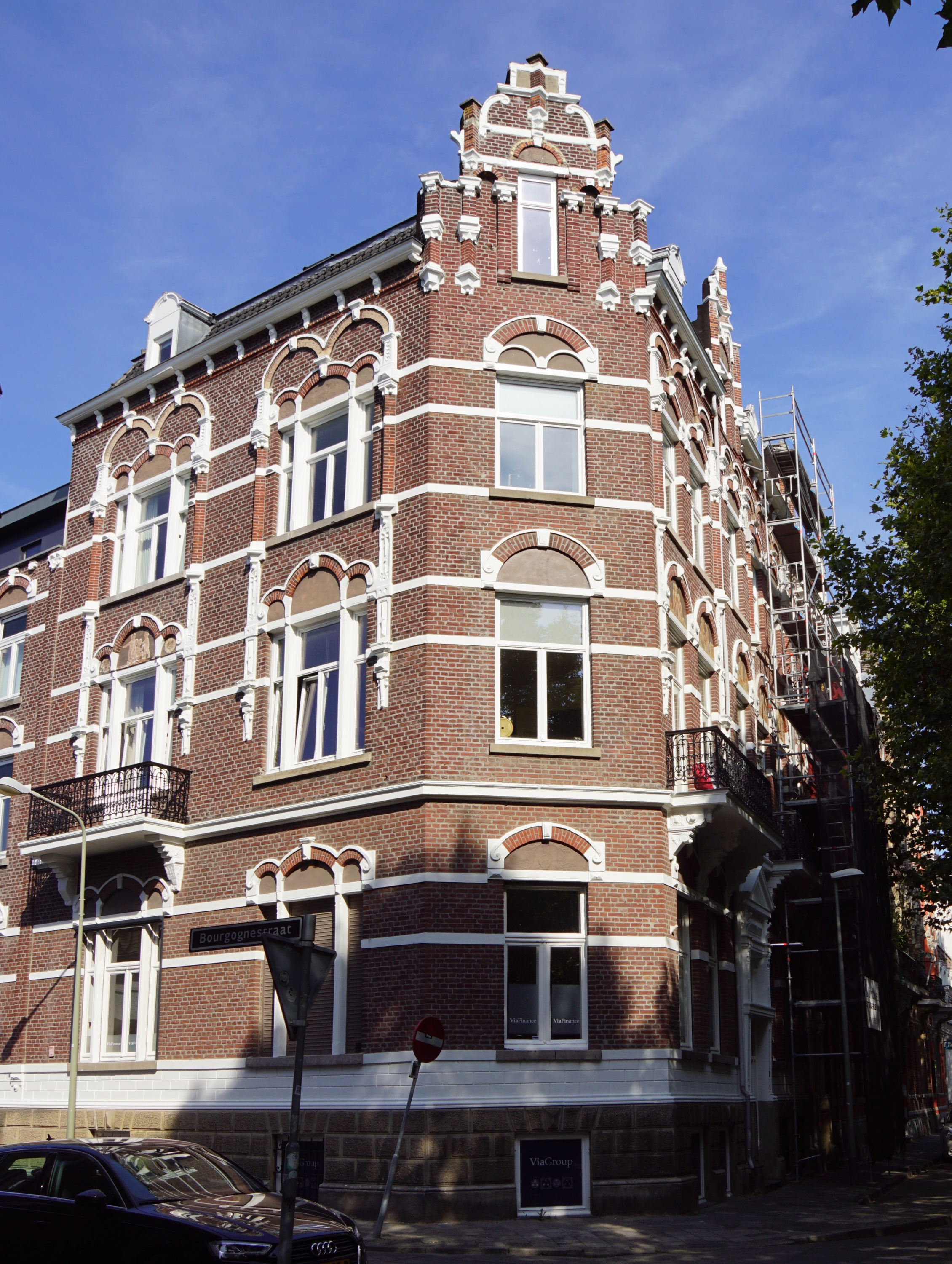
Hoek Bourgognestraat / Wilhelminasingel 88-90

### Tussen Wilhelminasingel en Alexander Battalaan
Op de noordoosthoek van de kruising Bourgognestraat / Wilhelminasingel ligt het eclectische woonhuis Bourgognestraat 22 uit 1897. Het hoekhuis heeft, zoals ooit voorgeschreven was in deze buurt, een afgeschuinde hoek. Aan de Wilhelminasingel ligt een smaller deel; aan de Bourgognestraat het bredere deel van het hoofdvolume met daarop aansluitend een lager bouwdeel. Het pand is in recente jaren geschilderd; de bakstenen delen, inclusief gemetselde lisenen, ossenrood, de horizontale lijsten en banden grijs, waardoor de horizontale geleding thans meer in het oog springt dan de verticale. De hoofdentree bevindt zich in een breed portiek met hardstenen trappen aan de Bourgognestraat. In de bovenliggende verdiepingen zijn drieledige vensters met segementbogige of afgeronde lateien aangebracht. Soortgelijke, maar iets bredere vensters bevinden zich in de travee daarnaast. Op de begane grond is het onderste deel van de ramen (permanent?) gesloten door originele, in dezelfde rode kleur geverfde rolluiken. De hoektravee eindigt in een Vlaamse gevel; de andere gevels in een boogfries met daarboven een lijst van gedecoreerde tegels. De achterbouw aan de Bourgognestraat heeft dezelfde vormgeving als het hoofdhuis, maar is een verdieping lager. De boogfries zet hier voort, maar valt sterker op door zijn breedte. De raamkozijnen in dit deel zijn niet origineel. Aansluitend aan dit bouwdeel bevindt zich een oorspronkelijke tuinmuur met een smeedijzeren hekwerk aan de bovenzijde. De muur voegt zich ook door de kleurstelling bij het geheel.
Tegenover dit pand ligt op de zuidoostelijke hoek het herenhuis Wilhelminasingel 91 met eveneens een lange gevel aan de Bourgognestraat. Het hoofdvolume bestaat uit drie bouwlagen onder een schilddak. De afgeschuinde hoektravee eindigt in een Vlaamse gevel, die de vorm heeft van een klokgevel. Rechts daarvan bevinden zich aan de Wilhelminasingel drie traveeën. Aan de zijde van de Bourgognestraat bevinden zich twee traveeën van drie verdiepingen en daaraan aansluitend een eenlagige achterbouw met een plat dak en een breedte van circa 15 m. De baksteengevel aan de Bourgognestraat wordt horizontaal geleed door een natuurstenen plint en horizontale lijsten en banden van natuursteen en grijsgroen geschilderd pleisterwerk. De deuren en vensters zijn eveneens omlijst met sierstucwerk, dat vooral aan de bovenzijde zeer uitbundig is met gestucte guirlandes.
Aansluitend liggen aan de zuidzijde van de straat twee qua afmetingen relatief bescheiden panden, die met hun gevels, beide uit 1899, typerend zijn voor dit deel van de Bourgognestraat (nrs. 21-23). Nr. 23 heeft daarbij de meest decoratieve gevel van donkerrode baksteen met sterk contrasterende wit geschilderde ornamenten van kunststeen en stucwerk. Met name het stucwerk boven de deur en de vensters op de begane grond zijn rijk geprofileerd. De segmentboogvelden daarboven zijn met siermetselwerk opgevuld. De (recent) zwart geschilderde kozijnen, voordeur en balkon versterken het contrast. Het huis heeft een centraal geplaatste dakkapel met een gemetselde tuitgevel en een rondboogvenster. Het linkerpand (nr. 21) heeft een wat ingetogener gevel, waarbij alle aandacht uitgaat naar de brede stucwerkomlijstingen van de deur- en vensteropeningen. De gestucte plint bestaat uit twee delen: beneden een motief van gebosseerde blokken en daarboven een gladder blokmotief. Het centraal in de gevel gepositioneerde balkon heeft kunststenen consoles en een smeedijzeren balkonhek.
Aan de overkant ligt een vijftal vergelijkbare panden, waarvan de nrs. 12 en 14 echter sterk zijn aangetast door het toevoegen van een extra verdieping in een moderne stijl. Nr. 20 is een half vrijstaand huis uit 1896. Het pand heeft een hoog opgaand mansardedak waarin zich aan de voorkant een originele dakkapel en een oculusvenster bevinden. De met siermetselwerk versierde zijgevel wordt deels aan het oog onttrokken door een lagere aanbouw, die wel uit de bouwtijd stamt. De voorgevel is voorzien van horizontale banden van pleisterwerk en heeft op de eerste verdieping rondboogvensters met siermetselwerk in de boogvelden. Nr. 18 springt in het oog door het gebruik van gele baksteen in combinatie met rood siermetselwerk. De gevel uit circa 1900 is verder voorzien van gepleisterde sierbanden en vensteromlijstingen, en een hardstenen plint. Sommige onderdelen, waaronder de dakkapel, het balkonhek en de meeste kozijnen, zijn niet oorspronkelijk.
Op de hoek met de Alexander Battalaan liggen aan de noordwest- en zuidwestzijde twee relatief eenvoudige winkelwoonhuizen. Het eerste, Alexander Battalaan 50 ("De Ster"), dateert uit 1903. Het heeft een afgeschuinde hoek en vrijwel onversierde baksteengevels. Deze ingetogenheid wordt aan de kant van de Bourgognestraat slechts onderbroken door een gemetselde boogfries en een dakkapel met een fronton. Op de hoektravee zorgen decoratieve vleugelstukken van de dakkapel en een smeedijzeren balkonhekje voor enige frivoliteit. Het uit 1896 daterende hoekhuis aan de overkant (Alexander Battalaan 52) is iets meer versierd met profiellijsten en vensteromlijstingen, maar deze zijn door het egaal wit schilderen van de gevels nauwelijks te onderscheiden. De afgeschuinde hoek is voorzien van een balkon met smeedijzeren hekwerk en eindigt in een Vlaamse gevel, die de vorm heeft van een trapgeveltje.

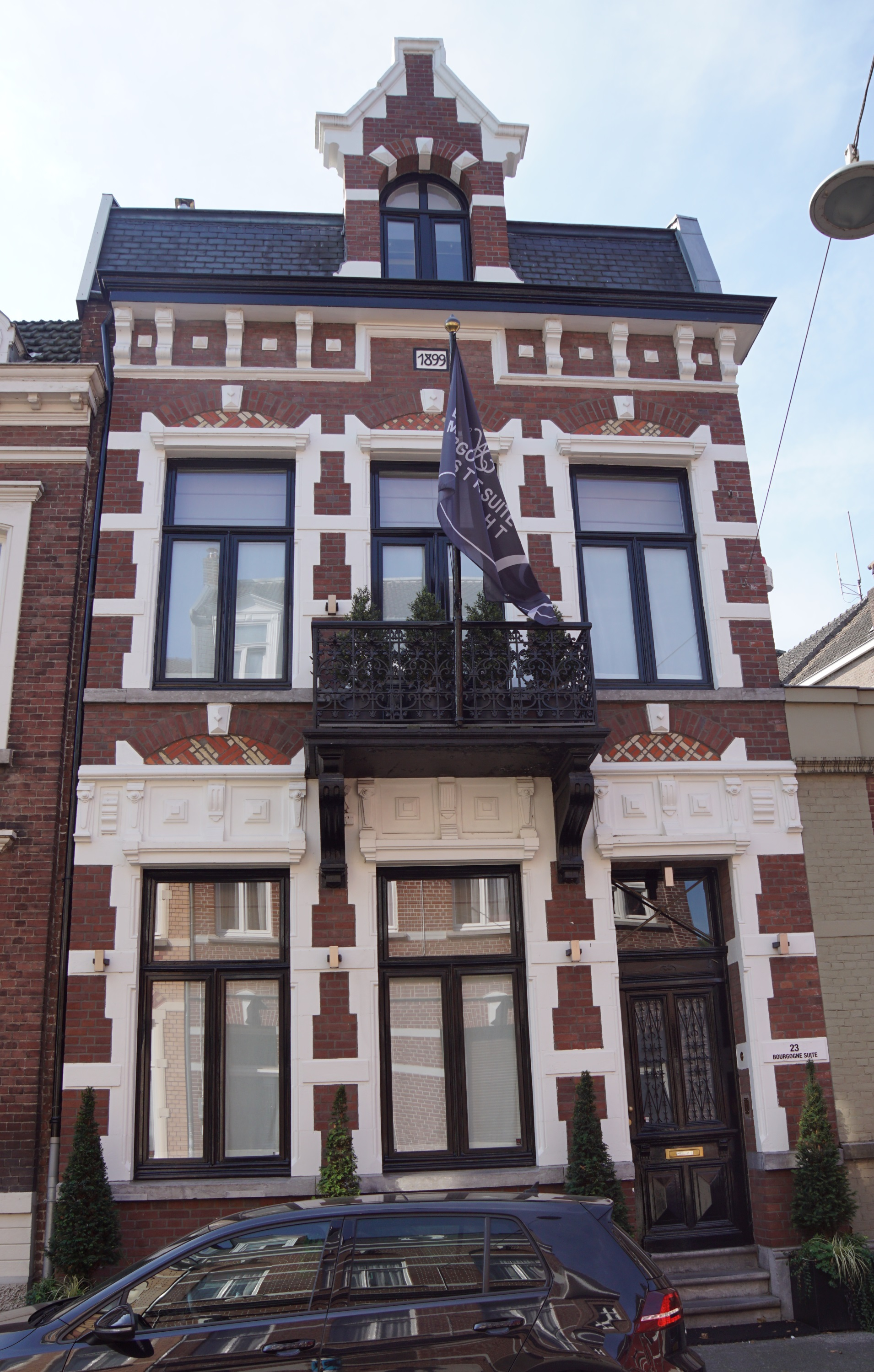
Bourgognestraat 23
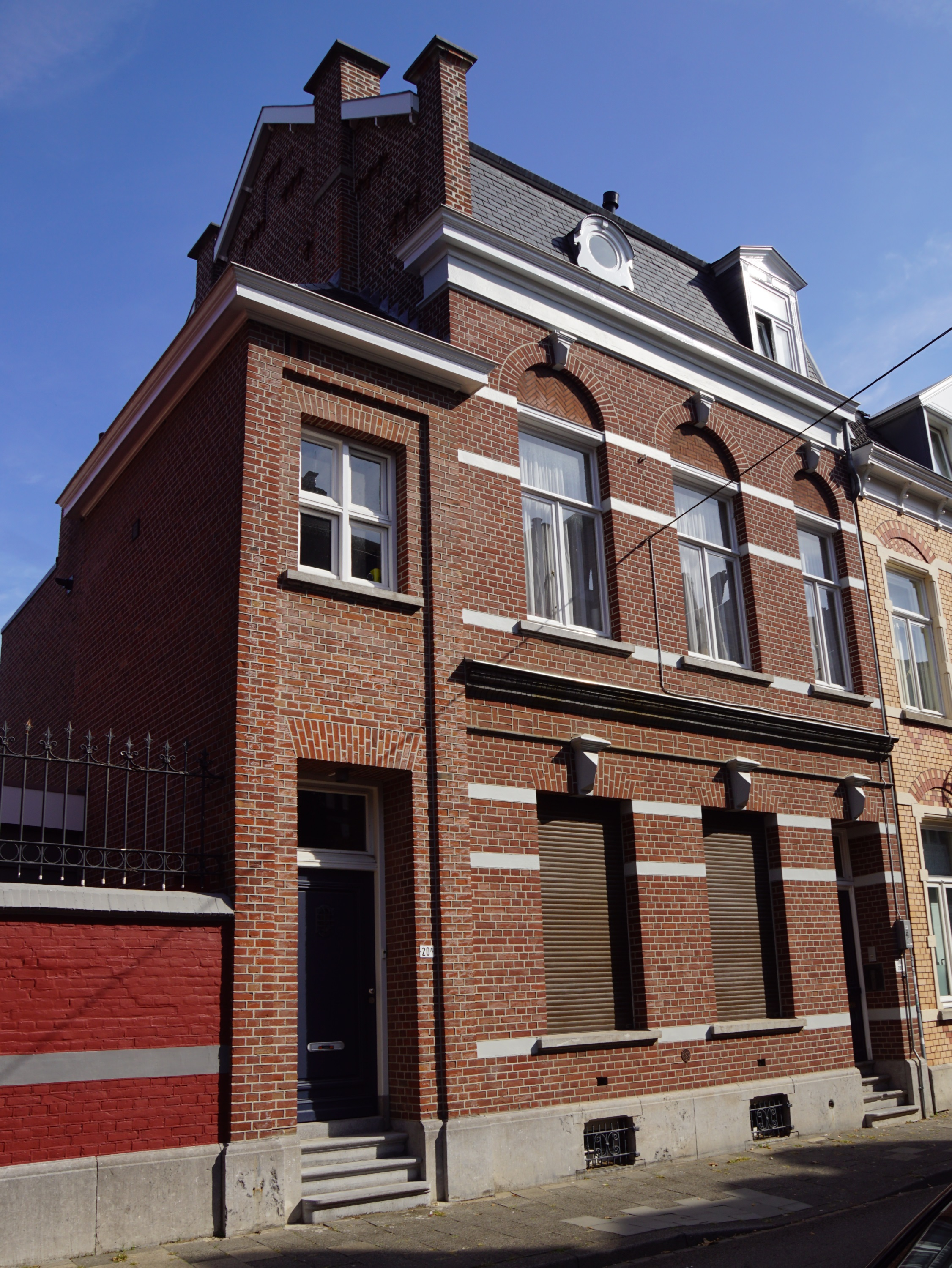
Bourgognestraat 20
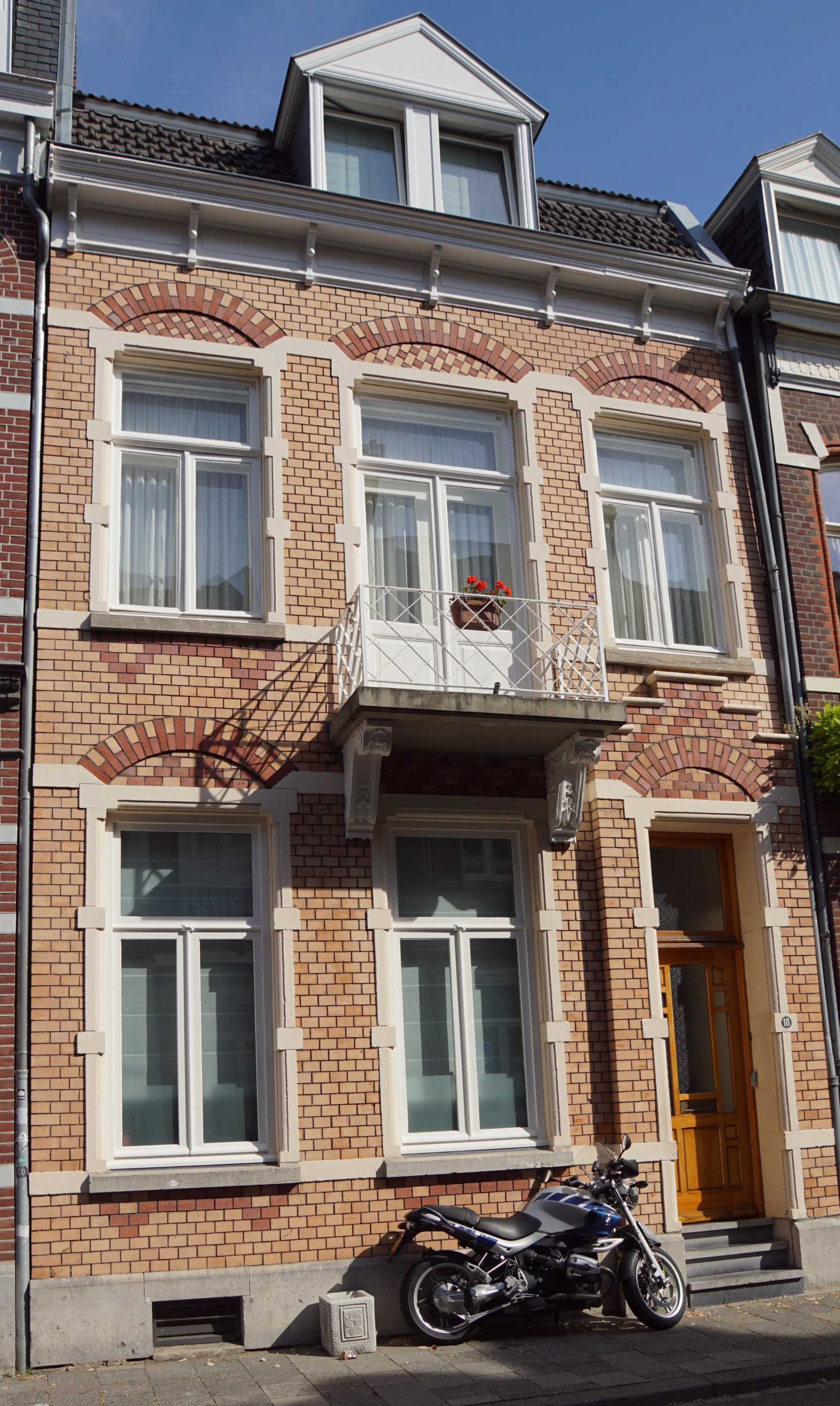
Bourgognestraat 18
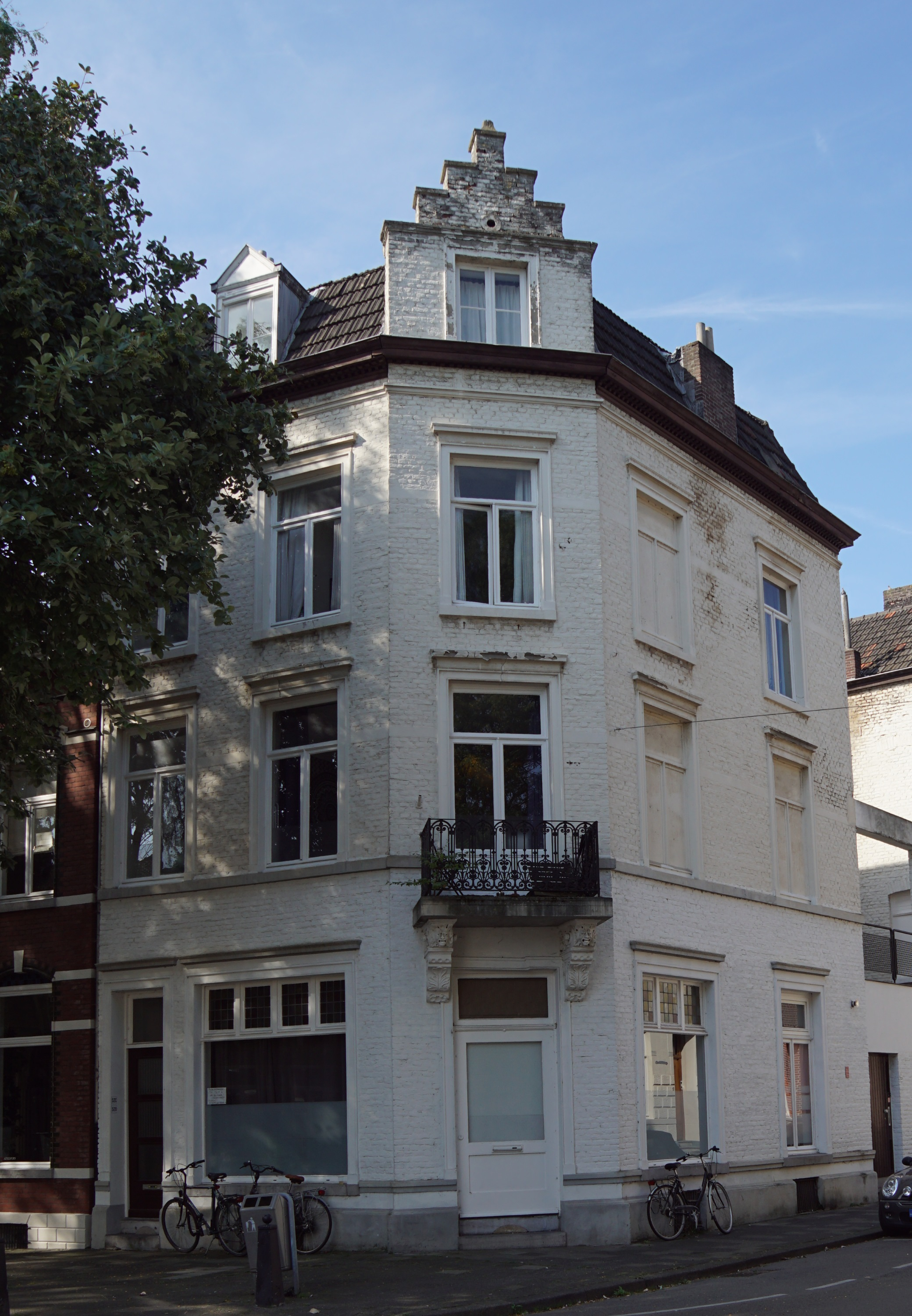
Hoek Bourgognestraat / Alexander Battalaan 52

### Tussen Alexander Battalaan en Spoorweglaan
Een derde winkelwoonhuis op dit kruispunt ligt op de zuidoostelijke hoek en heeft twee adressen: Bourgognestraat 15 en Alexander Battalaan 61. Het hoekhuis in eclectische stijl werd gebouwd in 1898 en bestaat uit een brede, afgeschuinde hoektravee met aan beide zijden drie traveeën. Aan de kant van de Bourgognestraat is nog een vierde travee, maar die is lager en heeft een plat dak, en hoort dus niet bij het hoofdvolume. Op de afgeschuinde hoek bevindt zich de winkelentree (in later jaren restaurant) met dubbele deuren. Daarboven is een breed balkon, eveneens met dubbele deuren en een smeedijzeren hekwerk, daarboven een Vlaamse trapgevel met een rondboogvenster (in het boogveld: "Anno 1898"). De gevel van rode baksteen wordt verlevendigd met een smalle plint van natuursteen, horizontale banden van natuursteen en stucwerk, blokmotieven rond de gevelopeningen, en siermetselwerk van rode en gele verblendsteen. Dat laatste is vooral rijkelijk aanwezig in de boogvelden boven de deuren en vensters, en onder de daklijst. Bijzonder is de vorm van de boogvelden: op de begane grond afgerond driehoekig of segmentbogig; op de verdieping twee derde van een cirkel, daardoor bijna moors aandoend.
Verderop in de straat liggen enkele huizen die een wat grotere maat hebben dan de meeste tussenwoningen in de Bourgognestraat. De nrs. 5-7 zijn twee identieke herenhuizen uit 1897. Ze hebben een regelmatige indeling van elk drie gevelassen en drie verdiepingen onder een mansardedak. De oorspronkelijke dakkapellen, een centrale met driehoekig fronton en twee kleinere oculi, zijn nog aanwezig. De eclectische gevels zijn op een simpele manier versierd met gestucte horizontale banden en een drietal boogstenen boven elke deur en venster. Van het balkon van het linkerpand zijn de consoles vernieuwd. Links van deze panden (nrs. 1-3) en ertegenover (nrs. 4 t/m 8) liggen huizen die een soortgelijke gevelindeling hebben, maar een verdieping lager zijn. Laatstgenoemde drie huizen uit 1895 hebben daarenboven extra decoraties van oranje bakstenen met afgeronde profielen in de deur- en vensteromlijstingen, en siertegelwerk in de boogvelden.
Aan het einde van de Bourgognestraat, of het begin zo men wil, liggen twee geschakelde villa's die duidelijk maken dat hier het gefortuneerde deel van de Maastrichtse middenklasse woonde. De villa op de zuidelijke hoek (Spoorweglaan 7) is in 1901 gebouwd in opdracht van T. Scharner (of T'Scharner) naar een ontwerp van Willem Sprenger. De bouwstijl van het rijksmonument is een mengeling van jugendstil en chaletstijl. Het gebruik van rode en gele baksteen in het siermetselwerk zorgt voor fraaie kleurcontrasten. Opvallende elementen zijn verder: de loggia en de geornamenteerde houten dakoverstek van het linker bouwdeel aan de Spoorweglaan en de brede, afgeschuinde en twee verdiepingen hoge erker op de hoek van de Bourgognestraat. Ingebouwd in deze erker is een verdiept liggend portiek. Het geheel is uitbundig versierd met bewerkte houten stijlen en balusters, en bovenlichten met glas in lood. In de boogvlakken boven de andere vensters zijn in sgraffitotechniek gestileerde landschappen aangebracht, in typerende art nouveaustijl. De geornamenteerde vensterkappen zijn afkomstig van de voormalige Villa Aldegonda. Naast het hoofdgebouw ligt aan de Bourgognestraat de garage (of koetshuis), die in 1905 in dezelfde stijl werd opgetrokken. Op het dak bevindt zich een sierlijk smeedijzeren hekwerk.
Op de andere hoek van de Spoorweglaan (nr. 6) ligt een volumineuze villa met tuin, die zijn hoofdingang heeft aan de Bourgognestraat (nr. 2). De asymmetrische villa heeft twee bouwlagen en een zolderverdieping onder een samengesteld dak van zadeldaken en een schilddak. Het gebouw is opgetrokken in baksteen, die later rood geschilderd is, met sterk contrasterende delen van kunststeen of stucwerk, die wit geschilderd zijn. Zowel aan de Bourgognestraat als aan de Spoorweglaan steekt een iets vooruitspringende puntgevel boven de andere geveldelen uit. Op de hoek ligt tussen de twee topgevels een tweelaags, wit gestuct erkergebouw. De puntgevel aan de Bourgognestraat heeft op de begane grond een uitbouw met een venster en gestucte hoekzuilen. Daarboven, op de eerste verdieping, is een balkon met een smeedijzeren hekwerk tussen kunststenen hoekkolommen. Boven de dubbele balkondeuren bevindt zicht een halfrond bovenlicht. In het geveldeel ter linkerzijde is de rondbogige hoofdingang gesitueerd met oorspronkelijke dubbele deuren en een vernieuwde trap. Links daarvan bevindt zich een aanbouw, die oorspronkelijk één bouwlaag telde, maar later is verhoogd. De tuin strekt zich uit vanaf dit bouwdeel tot aan de hoek en wordt dan gaandeweg breder. Links van de tuin bevindt zich een gemetselde muur met geprofileerde vakken, waarachter een parkeerterrein ligt ten behoeve van het in de kantoorvilla gevestigde bedrijf. De muur is in de stijl van de villa rood geschilderd met witte accenten.

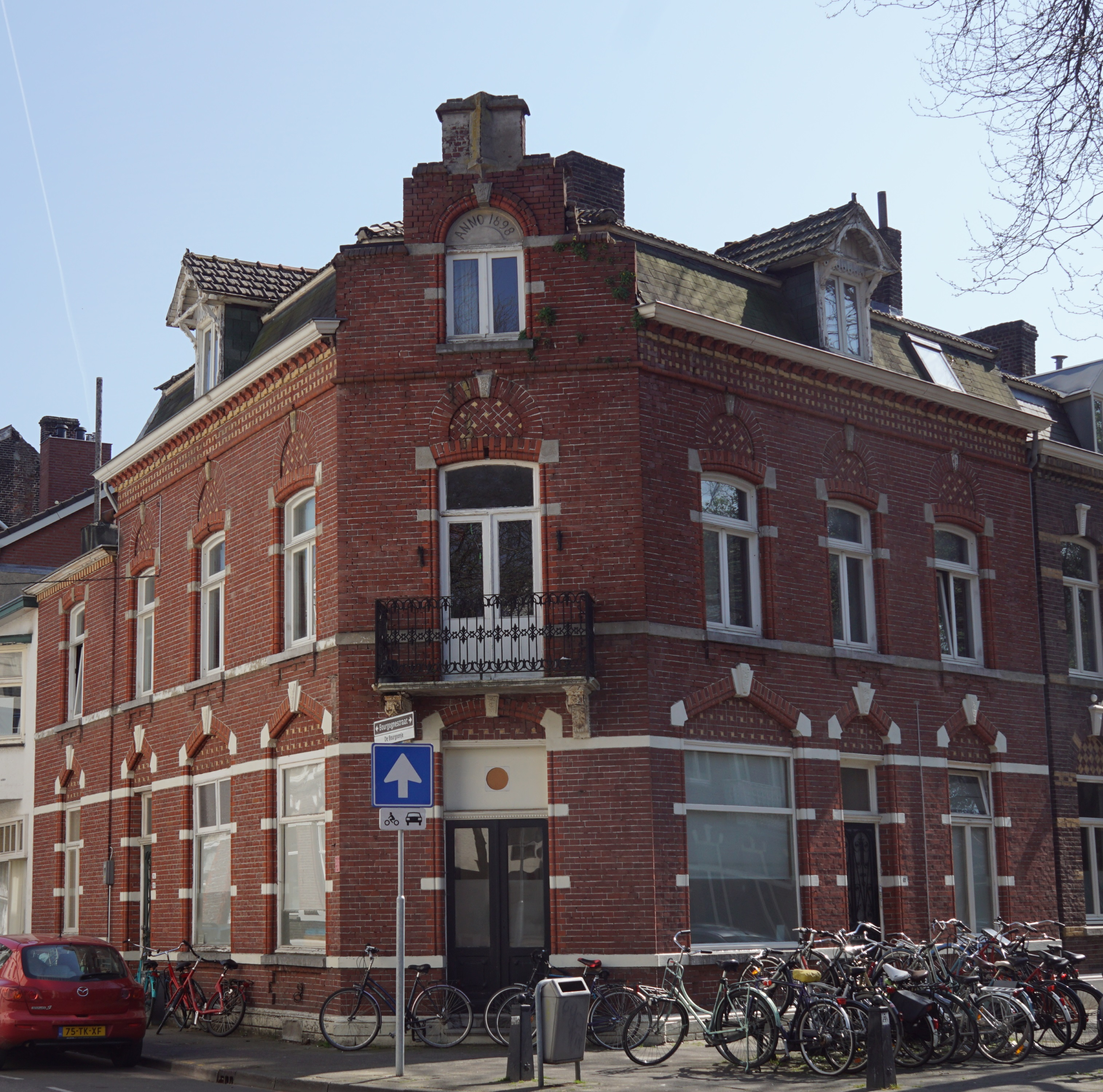
Bourgognestraat 15, hoek Alexander Battalaan
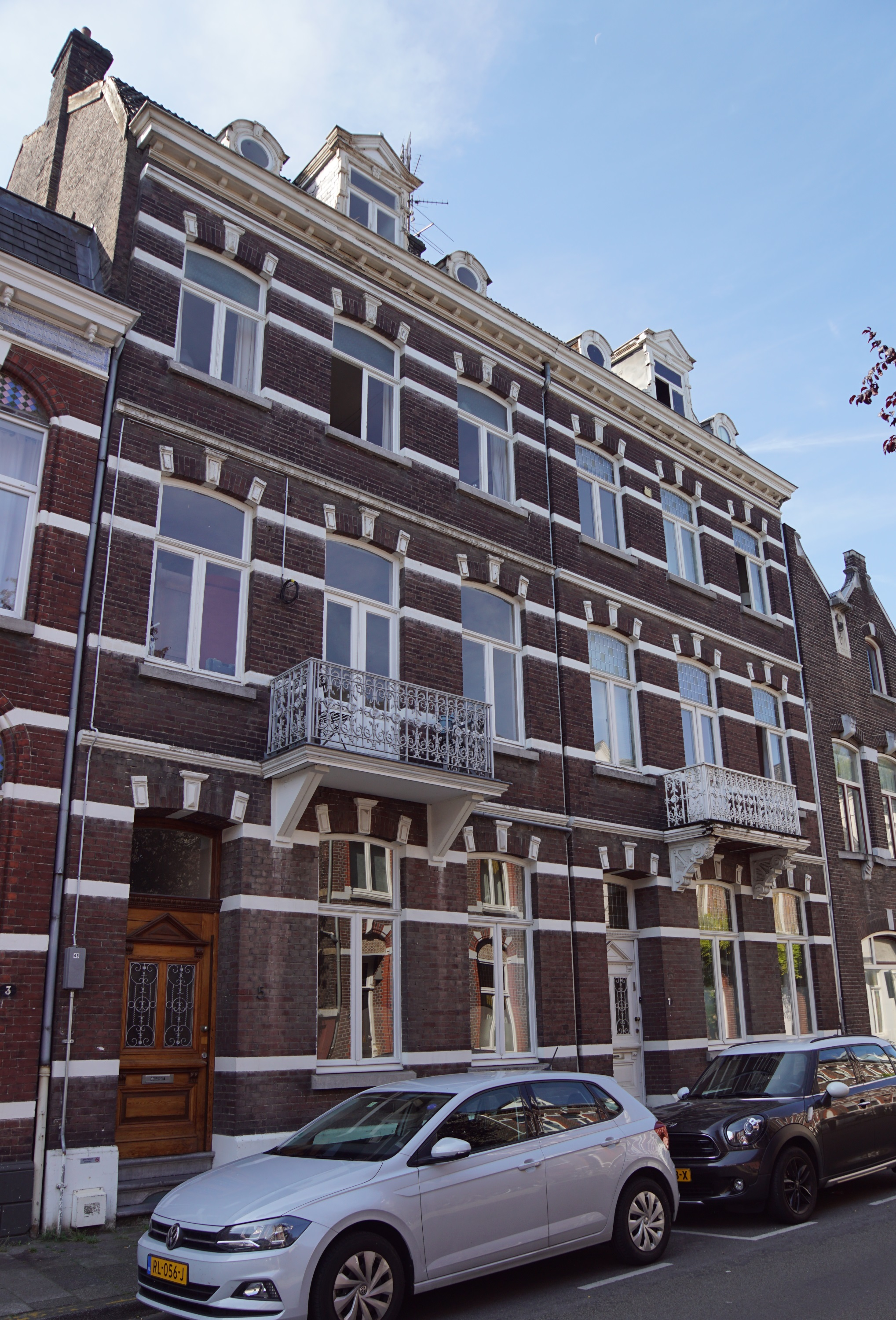
Bourgognestraat 5-7
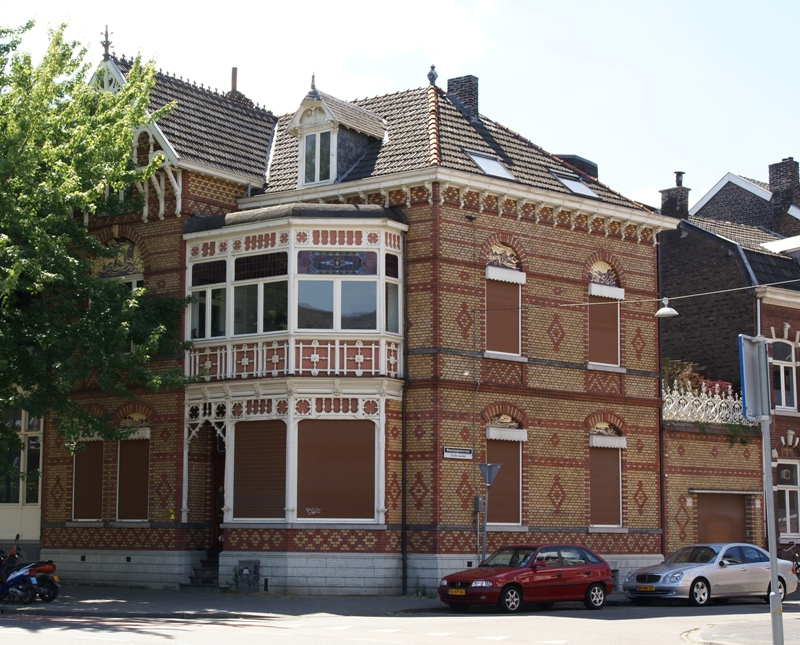
Spoorweglaan 7 / hoek Bourgognestraat
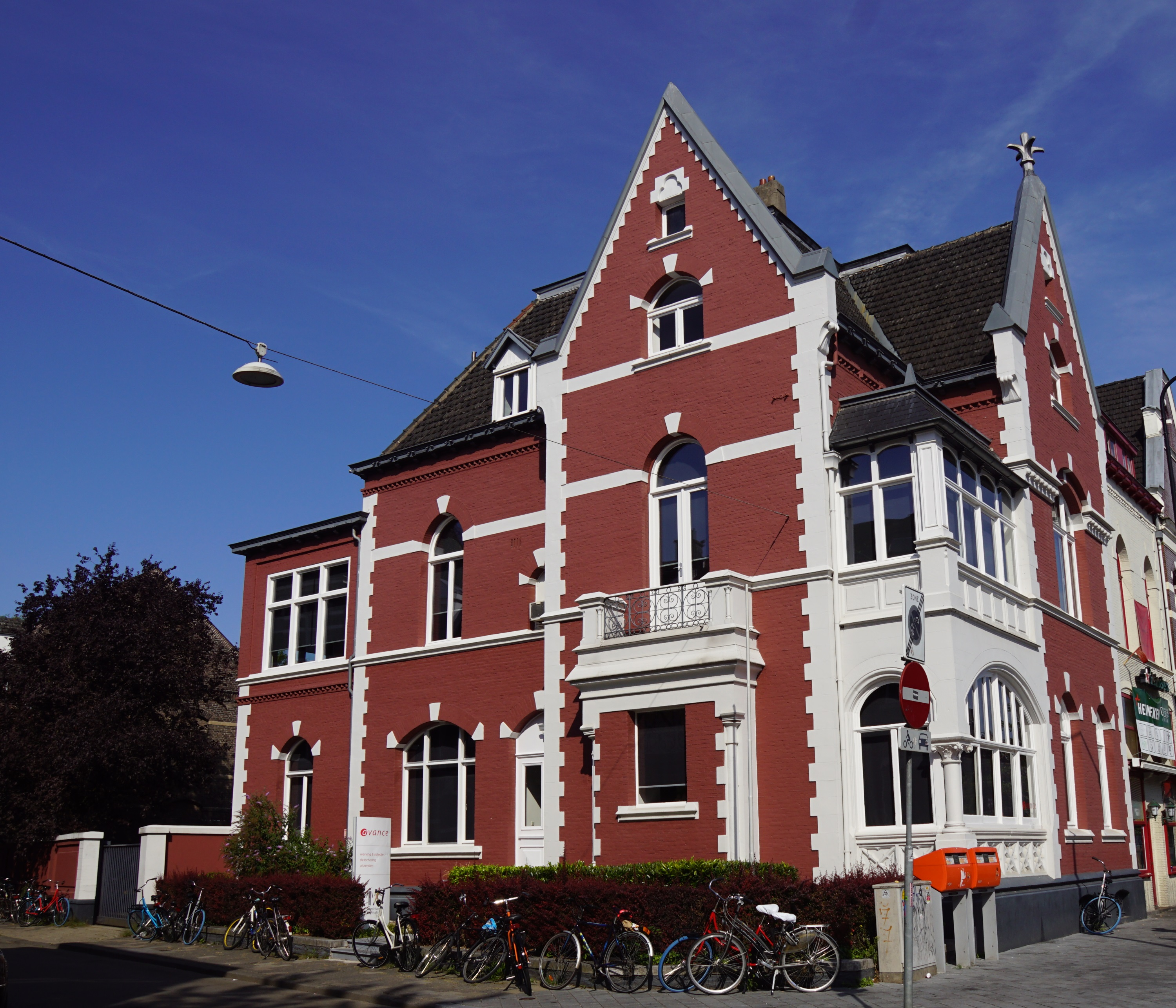
Spoorweglaan 6 / Bourgognestraat 2